# Camino Troncal
Camino Troncal es una ruta del Gran Valparaíso, Chile. Es la predecesora de la autopista Troncal Sur. Antes del 2003 (año en el que se inauguró dicha vía expresa), todo el tránsito desde Viña del Mar hacia el oriente se hacía por esta ruta. Camino Troncal conecta Viña del Mar, Quilpué, Villa Alemana y Peñablanca a través del método de atravesar las ciudades. Para ir a Limache y Olmué, debe de integrarse en Peñablanca a la autopista Troncal Sur. Toda la vía se encuentra totalmente pavimentada.
- Datos: Q5742331